# Lista de áreas autónomas por país

Países com pelo menos uma área autónoma

Esta lista de áreas autónomas organizadas por país enumera as áreas autónomas existentes no mundo. Uma área autónoma é definida como um território de um Estado soberano que tem um alto nível de autonomia, ou que tem a sua liberdade com origem numa autoridade externa. As áreas autónomas são, tipicamente, geograficamente distantes do país, ou habitadas por minorias nacionais. Países que incluem áreas autónomas são, normalmente, federações. As áreas autónomas diferem das unidades federais e dos Estados independentes na medida em que, em relação à maioria das outras unidades subnacionais do país, apresentam um estatuto especial incluindo poderes legislativos próprios, dentro do Estado (para uma lista detalhada de unidades federais, ver Lista de federações).
Esta lista inclui áreas que são reconhecidas diplomaticamente, bem como outras que são na sua generalidade não reconhecidas. A definição de área autónoma varia de país para país, daí a utilização nesta lista dos termos nas línguas nativas como definidos pelos respetivos governos, a par da sua tradução para português.
Neste artigo as grafias das áreas autónomas estão na variante europeia da língua, sendo assinaladas, quando existentes, formas nas outras variantes da língua portuguesa, em especial a brasileira.

## Áreas autónomas

### Criadas por acordos internacionais
| País                                                  | Termo na língua nativa Tradução ou equivalente | Instância (acordos internacionais e data da sua assinatura, se disponível)                                                    | Referências |
| ----------------------------------------------------- | --- | --- | ----------- |
| Cisjordânia e Faixa de Gaza (estatuto por determinar) | autoridade administrativa interina | Palestina (1994) · Acordos de Oslo (1993)                                                                                     |             |
| China, República Popular da                           | 特別行政區 (Chinês, língua oficial de Honguecongue e de Macau) special administrative region (inglês, língua cooficial em Honguecongue) região administrativa especial (português, língua cooficial em Macau) | Honguecongue (1997) · Declaração conjunta sino-britânica de 1984 · Macau (1999) · Declaração conjunta sino-portuguesa de 1987 | [ 5 ]       |
| Finlândia                                             | itsehallinnollinen maakunta província autónoma | Alanda (1922) · Tratado de Alanda                                                                                             | [ 7 ]       |
| Reino Unido                                           | UK constituent country with devolution nação constituinte do Reino Unido com devolução de poder | Irlanda do Norte (1998) · Acordo de Belfast (1998)                                                                            |             |

Nota:
- Esvalbarda, Noruega: Apesar de não se incluir na definição de área autónoma (não possui soberania interna parcial), a Esvalbarda está sob a soberania da Noruega, limitada pelo Tradado da Esvalbarda de 1920[8] e, como tal, considera-se que tem um estatuto especial (já que é considerada parte integrante da Noruega, e não um território dependente, sendo um caso sui generis).

### Criadas por estatutos internos
| País                            | Termo na língua nativa Tradução ou equivalente                                                  | Instância (ano da autonomia, se disponível) | Referências       |
| ------------------------------- | ----------------------------------------------------------------------------------------------- | --- | ----------------- |
| Antiga e Barbuda                | autonomous island ilha autónoma                                                                 | Barbuda |                   |
| Austrália                       | regional authority autoridade regional                                                          | Ilhas do Estreito de Torres (1994) |                   |
| Azerbaijão                      | muxtar respublika república autónoma                                                            | Naquichevão (1924) | [ 9 ] [ 10 ]      |
| Chile                           | territorio especial território especial                                                         | Ilha de Páscoa (2007) · Ilhas João Fernandes (2007) | [ 11 ] [ Nota 2 ] |
| China, República Popular da     | 自治区 (zìzhìqū) região autónoma                                                                | Quancim (1949) · Mongólia Interior (1947) · Ningxia (1958) · Sinquião (1955) · Tibete (1965) | [ 5 ]             |
| China, República Popular da     | 自治州 (zìzhìzhōu) prefeitura autónoma                                                          | Linxia · Gannan · Qiandongnan · Qiannan · Qianxinan · Enshi · Xiangxi · Yanbian · Haibei · Hainan · Huangnan · Golog · Gyêgu · Haixi · Ngawa · Garzê · Liangshan · Kizilsu · Bortala · Changji · Bayin'gholin · Ili · Dehong · Nujiang · Dêqên · Dali · Chuxiong · Honghe · Wenshan · Xishuangbanna | [ 5 ]             |
| China, República Popular da     | 自治县 (zìzhìxiàn) nação autónoma                                                               | mais de 110 | [ 5 ]             |
| China, República Popular da     | 自治旗 (zìzhìqí) faixa autónoma                                                                 | Oroqin · Evenki · Morin | [ 5 ]             |
| Congo, República Democrática do | administração interina                                                                          | Administração interina de Ituri (2003) |                   |
| Coreia, República da            | teukbyeol jachido província autónoma                                                            | Jeju (2006) | [ 12 ]            |
| Fiji                            | autonomous region região autónoma                                                               | Rotuma | [ 13 ]            |
| Filipinas                       | rehiyong awtonomus região autónoma                                                              | Mindanau Muçulmano (1989) | [ 14 ]            |
| França                          | collectivité territoriale coletividade territorial                                              | Córsega (2003) |                   |
| Geórgia                         | avtonomiuri respublika república autónoma                                                       | Abecásia (1991) · Ajária (1991) | [ 15 ]            |
| Geórgia                         | unidade administrativa provisória                                                               | Ossétia do Sul (2007) | [ 16 ]            |
| Grécia                          | aftonomi monastiki politia Estado monástico autónomo                                            | Monte Atos (1913) | [ 17 ]            |
| Índia                           | distrito autónomo e conselho territorial                                                        | Bodolândia (2003) · Chakma (1972) · Dima Hasao (1970) · Colinas Garo (1952) · Gorkhaland (2011) · Colinas Jaintia (1972) · Karbi Anglong (1970) · Ladakh Autonomous Hill Development Council, Kargil (2003) · Colinas Khasi (1952) · Lai (1972) · Ladakh Autonomous Hill Development Council, Leh (1995) · Mara (1972) · Áreas tribais de Tripura (1982) e área de facto autónoma da Ilha Sentinel do Norte (1947) | [ 18 ]            |
| Índia                           | Autonomous state Estado autónomo                                                                | Jammu e Caxemira | [ 19 ] [ 20 ]     |
| Indonésia                       | daerah istimewa região especial                                                                 | Yogyakarta (1950) · Achém (2005) |                   |
| Indonésia                       | daerah otonomi khusus região autónoma especial                                                  | Papua (2000) · Papua Ocidental (2008) |                   |
| Iraque                          | herema região autónoma                                                                          | Região do Curdistão (1992) | [ 21 ]            |
| Itália                          | regione autônoma região autónoma                                                                | Vale de Aosta (1948) · Friul-Veneza Júlia (1963) · Sardenha (1948) · Sicília (1946) · Trentino-Alto Ádige (1948) | `                 |
| Itália                          | província autônoma província autónoma                                                           | Tirol do Sul (1972) · Trento (1972) |                   |
| Maurícia                        | autonomous island ilha autónoma                                                                 | Rodrigues (2002) | [ 22 ]            |
| Mianmar                         | zonas auto-administradas                                                                        | Zona auto-administrada de Danu · Zona auto-administrada de Kokang · Zona auto-administrada de Naga · Zona auto-administrada de Pa Laung · Zona auto-administrada de Pa-O · Divisão auto-administrada de Wa (2011) |                   |
| Moldávia                        | unitate teritorială autonomă unidade territorial autónoma                                       | Gagaúzia (1995) · Transdniéstria (2005) | [ 7 ]             |
| Nicarágua                       | región autónoma região autónoma                                                                 | Atlântico Norte (1986) · Atlântico Sul (1986) | [ 23 ]            |
| Panamá                          | comarca indígena território indígena                                                            | Emberá-Wounaan (1983) · Kuna de Madugandí (1996) · Kuna de Wargandí (2000) · Kuna Yala (1938) · Ngöbe-Buglé (1997) | [ 24 ]            |
| Papua Nova Guiné                | autonomous region região autónoma                                                               | Bougainville (2000) | [ 25 ]            |
| Paquistão                       | Islami-Jamhouriyat-e-Kashmir Estado autónomo                                                    | Caxemira Livre (1948) | [ 15 ]            |
| Portugal                        | região autónoma                                                                                 | Açores (1976) · Madeira (1976) | [ 7 ]             |
| Reino Unido                     | UK constituent country with devolution Nação constituinte do Reino Unido com devolução de poder | Escócia (1999) · País de Gales (1999) | [ 7 ]             |
| Rússia                          | respublika república (autónoma)                                                                 | Adigueia · Altai · Bascortostão · Buriácia · Chechénia ou Chechênia (português brasileiro) · Chuváchia · Crimeia · Daguestão · Inguchétia · Cabardino-Balcária · Calmúquia · Carachai-Cherquéssia · Carélia · Cacássia · Komi · Mari El · Mordóvia · Ossétia do Norte–Alânia · Iacútia · Tartaristão · Tuva · Udmúrtia                                                                                             | [ 7 ]             |
| Rússia                          | avtonomnaya oblast província autónoma                                                           | Oblast Autónomo Judaico (1934) | [ 7 ]             |
| Rússia                          | avtonomny okrug distrito autónomo                                                               | Chukotka · Khantia-Mansia · Nenétsia · Iamália–Nenétsia | [ 7 ]             |
| São Cristóvão e Neves           | autonomous island ilha autónoma                                                                 | Neves (1967) | [ 26 ] [ 27 ]     |
| São Tomé e Príncipe             | província                                                                                       | Príncipe | [ 28 ]            |
| Sérvia                          | autonomna pokrajina província autónoma                                                          | Cosovo e Metohija · Voivodina (1945) | [ 29 ]            |
| Tajiquistão                     | vilaiete mukhtor província autónoma                                                             | Gorno-Badaquistão (1925) | [ 30 ]            |
| Tanzânia                        | serikali ya mapinduzi governo revolucionário                                                    | Zanzibar (1964) | [ 31 ]            |
| Trindade e Tobago               | autonomous island ilha autónoma                                                                 | Tobago |                   |
| Usbequistão                     | respublika república (autónoma)                                                                 | Caracalpaquistão |                   |

#### Territórios chamados "autónomos"
Em alguns países, um número de territórios ou regiões, ou mesmo a sua totalidade, são chamados "autónomos". Dependendo dos casos, isto pode ou não significar algum tipo de devolução de poder ou de liberdade de uma autoridade externa.
| País                 | Termo na língua nativa Tradução ou equivalente | Instância (ano da autonomia, se disponível) | Referências |
| -------------------- | --- | --- | ----------- |
| Bolívia              | departamento departamento (autónomo) | Beni (2006) · Pando (2006) · Santa Cruz (2006) · Tarija (2006) · La Paz (2009) · Cochabamba (2009) · Chuquisaca (2009) · Oruro (2009) · Potosi (2009) | [ 32 ]      |
| Bolívia              | província autónoma | Grande Chaco | [ 33 ]      |
| Bolívia              | município autónomo | Huacaya · Tarabuco · Mojocoya · Charazani · Jesús de Machaca · Pampas Aullagas · San Pedro de Totora · Chipaya · Salinas de Garci Mendoza · Chayanta · Charagua | [ 34 ]      |
| Bolívia              | território indígena | Todas as terras comunitárias de origem (tierras comunitarias de origen): Assembleia do Povo Guarani, Central de Povos Nativos Guaraios, Central de Povos Indígenas do Beni, Central Indígena da Região Amazónica da Bolívia, Central Indígena de Povos Amazónicos de Pando, Central de Povos Indígenas do Trópico de Cochabamba, Central de Povos Indígenas de La Paz, Organização da Capitania Wehenayek Tapiete. |             |
| Bósnia e Herzegovina | entitet entidade | Federação da Bósnia e Herzegovina (1994) · República Sérvia (1992) | [ 35 ]      |
| Comores              | île autonome ilha autónoma | Anjuão (2002) · Grande Comore (2002) · Mohéli (2002) | [ 36 ]      |
| Espanha              | comunidad autónoma (em castelhano) autonomia erkidego (em basco) comunautat autonòma (em occitano) comunitat autònoma (em catalão/valenciano) comunidade autónoma (em galego) comunidade autónoma (Nacionalidades históricas de Espanha) | Andaluzia (1981) · Aragão (1982) · Astúrias (1981) · Baleares (1983) · País Basco (1979) · Canárias (1982) · Cantábria (1981) · Castela–Mancha (1982) · Castela e Leão (1983) · Catalunha (1979) · Estremadura (1983) · Galiza (1981) · Rioja (1982) · Madrid (1983) · Múrcia (1982) · Navarra (1982) · Comunidade Valenciana (1982)                                                                               | [ 7 ]       |
| Espanha              | ciudad autónoma cidade autónoma | Ceuta (1995) · Melilha (1995) | [ 7 ]       |

#### Territórios dependentes com autonomia
| País           | Termo na língua nativa Tradução ou equivalente                           | Instância (ano da autonomia, se disponível)                                   | Referências |
| -------------- | ------------------------------------------------------------------------ | ----------------------------------------------------------------------------- | ----------- |
| Austrália      | self-governant territory território auto-governado                       | Ilha Norfolque (1979)                                                         |             |
| Dinamarca      | rigsfællesskabet região autónoma                                         | Ilhas Féroe (1948) · Gronelândia ou Groenlândia (português brasileiro) (1979) | [ 7 ]       |
| Estados Unidos | commonwealth comunidade                                                  | Porto Rico (1952) · Ilhas Marianas do Norte (1978)                            | [ 37 ]      |
| França         | sui generis collectivité coletividade sui generis                        | Nova Caledónia ou Nova Caledônia (português brasileiro) (1999)                | [ Nota 7 ]  |
| Nova Zelândia  | state in free-association Estado em associação livre                     | Ilhas Cook (1965) · Niue (1974)                                               |             |
| Nova Zelândia  | self-administering territory território auto-administrado                | Toquelau (1948)                                                               |             |
| Paquistão      | self-governing semi-autonomous region região auto-governada semiautónoma | Gilgit–Baltistão (1970)                                                       | [ 38 ]      |
| Países Baixos  | autonoom land nação autónoma                                             | Aruba (1986) · Curação (2010) · São Martinho (2010)                           |             |
| Reino Unido    | crown dependency dependência da coroa                                    | Guérnesei · Ilha de Man · Jérsia                                              | [ 7 ]       |

## Outras entidades chamadas "autónomas"
Algumas entidades são também chamadas oficialmente de "autónomas", apesar de não deterem uma liberdade especial da autoridade externa, não cabendo na definição de área autónoma. São aqui listadas para efeitos de esclarecimento.

### Capitais chamadas "autónomas"
| País                       | Termo na língua nativa Tradução ou equivalente   | Instância (ano da autonomia, se disponível)                        | Referências |
| -------------------------- | ------------------------------------------------ | ------------------------------------------------------------------ | ----------- |
| Argentina                  | ciudad autónoma cidade autónoma                  | Buenos Aires (1994)                                                | [ 39 ]      |
| Camboja                    | krong município autónomo                         | Pnom Pen, a par de outras cidades independentes chamadas autónomas | [ 40 ]      |
| Centro-Africana, República | commune autonome comuna autónoma                 | Bangui                                                             | [ 41 ]      |
| Guiné-Bissau               | sector autónomo                                  | Bissau                                                             | [ 42 ]      |
| Indonésia                  | daerah khusus ibukota região especial da capital | Jacarta                                                            | [ 43 ]      |
| Usbequistão                | shahar cidade autónoma                           | Tasquente (1918)                                                   | [ 44 ]      |

### Cidades independentes chamadas "autónomas"
| Country | Native term Translation or equivalent | Instances (áreas became autonomous in the year indicated, if available) | References |
| ------- | ------------------------------------- | ----------------------------------------------------------------------- | ---------- |
| Camboja | krong município autónomo              | Pnom Pen · Sihanoukville · Pailin · Kep                                 | [ 40 ]     |